# Karauli
|  | Per a altres significats, vegeu «Karauli (ciutat)». |

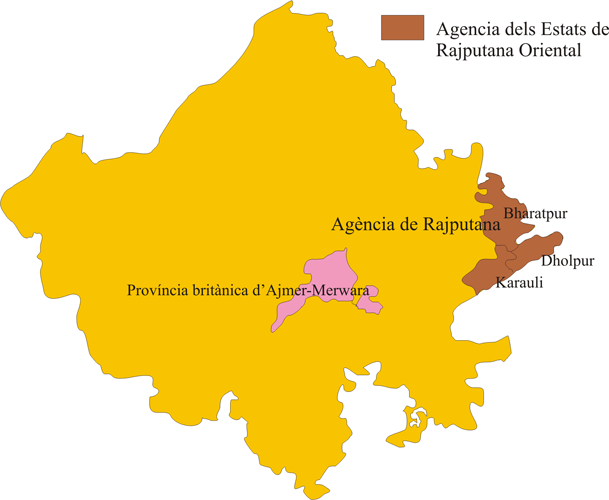
Karauli dins l'agencia dels Estats de la Rajputana Oriental a l'Agència de Rajputana

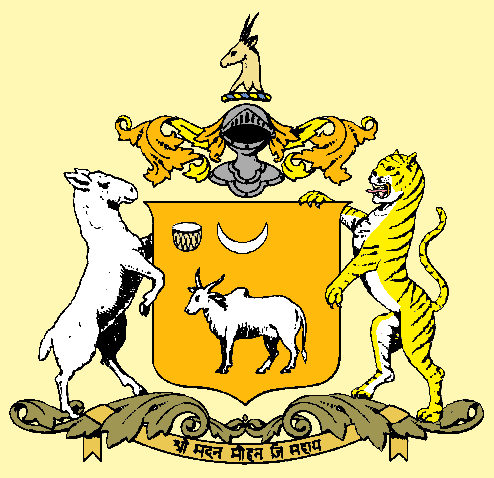
Escut

Karauli fou un antic principat de l'agència de la Rajputana. El sobirà (dinastia yadava o jadon) tenia dret a salutació de 17 canonades. La religió majoritària era l'hinduisme i la llengua els dialectes indis dangi i dangbhang. Fou incorporat a l'Índia el 1949. La població el 1901 era de 156.786 habitants i el 1931 de 140.525 habitants. L'estat tenia una ciutat i 437 llogarets.

## Geografia
Limitava al nord amb Bharatpur; al nord-oest i oest amb Jaipur; al sud-est i sud per Gwalior; i a l'est per Dholpur. La superfície era de 3216 km².
La zona més fèrtil era l'estreta vall de Chambal, i immediatament després ve un territori anomenat el Dang, terreny amb grans rugositats; les muntanyes del nord protegien el principat i tenien interès militar destacant Tahangarh (405 metres) seu dels antics governants jadon dels rajputs; la resta de la part sud està formada per altiplans i destaquen les muntanyes de Bhairon (485 m) i Utgir (458 m); la vall de Chmabal la forma el riu del mateix nom que marcava la frontera sud amb Gwalior. El riu Banas marcava la frontera amb Jaipur durant uns 6 km però pertanyé a aquest darrer estat. Prop de la capital passa el Panchnad (format per cinc rierols units a 3 km al nord de la capital) que desaigua en el Gambhir al territori de Jaipur.
L'estat disposava de cinc oficines postals i oficina de telègraf a la capital, i va usar segells propis entre 1921 i 1951. Estava dividit en cinc tahsils governats per tahsildars: Karauli, Jirota (capital Saportra), Machilpur, Mandrael i Utgir (capital Karanpur).

## Història
La zona i altres de veïnes era part dels dominis dels rajputs del clan jadon que suposadament descendien de Krishna. L'estat fou fundat vers el 995 per Raja Bijai Pal, suposat 88è descendent de Krishna. La primera capital fou Bayana (en territori que després fou del principat de Bharatpur); el seu fill Tahan Pal va construir Tahangarh el 1058 i va dominar tot el territori del que després fou el principat de Karauli i part de Dholpur; el 1196 Bayana i Tahangarh foren conquerides per Muhammad de Ghor i el seu general Kutb al-Din, i van dominar tot el territori dels jadons; Kanwar Pal va fugir llavors a territori de Rewah i un dels seus descendents, Arjun Pal, va iniciar la recuperació del territori el 1327 conquerint el fort de Mandrael i progressivament tot l'antic país, fundant la ciutat de Karauli el 1348.
Cent anys més tard el territori hauria estat conquerit per Mahmud I de Malwa que l'hauria donat al seu fill Fidwi Khan. Però la dinastia dels jadon reapareix; sota Akbar de Delhi (1556-1605) Karauli fou part de l'Imperi mogol, i Gopal Das, un dels caps més famosos de Karauli, va gaudir del favor de l'emperador. Al segle següent fou tributari dels mahrates fins que per un tractat amb els britànics el 9 de novembre de 1817 fou posat sota protectorat britànic havent d'aportar tropes però sense pagar tribut. El 1825 es va posar al costat del rebel Durjan Sal de Bharatpur però es va sotmetre incondicionalment el 1826.
Narshing Pal va pujar al tron el 1848 sent menor d'edat i va morir el 1852 després d'adoptar el dia abans de la mort a un parent llunyà de nom Bharat Pal que finalment fou reconegut pels britànics; però s'havia format un partit favorable a Madan Pal, un parent proper, que finalment fou reconegut com a sobirà el 1854. El 1857 fou lleial als britànics i va rebre el dret de salutació de 17 canonades en lloc de 15. El 1862 fou reconegut el dret d'adopció i la major part dels maharajas van pujar al tron per aquest sistema. Els takhurs o nobles principals (del clan jadon) eren els d'Hadoti, Amargarh, Inaiti, Raontra i Barthun i portaven el títol de thekanadars; el raja d'Hadoti era considerat l'hereu del maharaja si aquest moria sense fills.
El 1868-1869 hi va haver una fam, i escassetats el 1877-1878, 1883-1884, 1886-1887, 1986-1897 i altres.
Després de la indepedència de l'Índia (1947), l'estat es va integrar a la Unió de Matsya el 18 de març de 1948. El 7 d'abril de 1949 l'estat, governat pel Maharaja Ganesh Pal Deo, es va declarar per la unió amb el Rajasthan que es va produir el 15 de maig de 1949 formant l'anomenat Gran Rajasthan, equivalent al modern estat de Rajasthan.

## Govern i administració
El poder executiu corresponia al maharaja assistir per un consell de cinc membres. Els districtes (tahsil) eren administrats per tahsildars; a l'administració inferior i havia set cercles (thana) formats per diversos llogarets, cada cercle dirigit per un patwari, i cada llogaret per un tahsilia, i a més el kotwali de la capital. Els tahsildars eren jutges de segon nivell i pel damunt hi havia unes corts de justícia i el consell com a cort d'apel·lació.
L'estat tenia moneda pròpia des del 1780 (la rupia de Karauli) que fou eliminada el 1870 quan es va devaluar. Un petit exèrcit de 2.053 homes era a càrrec del maharaja i els takhurs pagaven un quart del producte de la seva terra però no aportaven forces militars, i si ho feien, en moments puntuals, quedaven a càrrec del maharaja que els havia de mantenir. La policia disposava de 358 efectius i a més un balai a cada llogaret. Algunes escoles i hospitals es trobaven a la capital i altres llocs.
La capital, Karauli (ciutat) fou erigida en municipi el 1884.

## Bandera i escut
La bandera de la dinastia era llisa rectangular de color groc fosc. No consta si era també usada com a bandera d'estat.
L'escut era blau amb un zebú natural; un quadre daurat al cantó amb un timbal de gules y decoració daurada; al damunt un elm de plata amb llambrequins blaus i daurats, i damunt el cap d'un antílop natural sobre una barra de colors blau i daurat; aguantat per un anyell i un llop en colors naturals; el lema "Sri Madan Modar Ji Sahay" en lletres sànscrites negres sobre cinta plata, aguantada per decoració daurada. Aquest escut fou dissenyat per Taylor el 1877; anteriorment era semblant però no tenia el cap d'antílop com a timbre, i era aguantat per dos zebús.

## Llista de governants
- 1643-1655 Chahtra Pal
- 1655-1674 Dharam Pal II
- 1674-1688 Ratan Pal
- 1688-1724 Kunwar Pal II
- 1724-1757 Gopal Singh
- 1757-1772 Tursam Pal
- 1772-1804 Manik Pal
- 1804-1805 Amolak Pal
- 1805-1837 Herbaksh Pal
- 1838-1848 Pratap Pal
- 1848-1852 Narsingh Pal
- 1852-1854 Bharat Pal
- 1854-1869 Madan Pal
- 1869 Lakshman Pal
- 1869-1875 Jaisingh Pal
- 1876-1886 Arjun Pal II
- 1886-1927 Bhanwar Pal
- 1927-1947 Bhom Pal
- 1947-1949 Ganesh Pal